# Научна библиотека
Научна библиотека (или още изследователска) е библиотека, която съдържа подробна колекция от материали върху една или няколко научни дисциплини.
Обикновено включва както основни, така и допълнителни източници. Големите университетски библиотеки са смятани за изследователски библиотеки и често са изградени от много специализирани клонови библиотеки. Пример за голяма изследователска библиотеката е библиотечната система в Калифорнийския университет - Бъркли, като една част от нея, Банкрофтската библиотека, е призната за изключително специализирана.
В България библиотечна система от изследователски библиотеки е основно библиотечната система на БАН: Централна библиотека на БАН и клоновите ѝ библиотеки.
Научните библиотеки могат да бъдат както справочни библиотеки, които не позволяват заемане на техните притежания, така и заемни библиотеки, които дават някои или всички от своите материали. Някои изключително големи или традиционно изследователски библиотеки са изцяло справочни в този смисъл, че не заемат нито един от своите материали; повечето академични изследователски библиотеки, поне в Щатите, днес заемат книги, но не и периодични списания или други материали.